# باول بيترسون
باول بيترسون (بالإنجليزية: Paul Peterson)‏ هو موسيقي ومغني أمريكي، ولد في 18 أكتوبر 1964 في منيابولس في الولايات المتحدة.

## وصلات خارجية
- الموقع الرسمي
- باول بيترسون على موقع IMDb (الإنجليزية)
- باول بيترسون على موقع ميوزك برينز (الإنجليزية)
- باول بيترسون على موقع ميوزك برينز (الإنجليزية)
- باول بيترسون على موقع ميوزك برينز (الإنجليزية)
- باول بيترسون على موقع ديسكوغز (الإنجليزية)
- باول بيترسون على موقع قاعدة بيانات الفيلم (الإنجليزية)